# Lycia rachelae
Lycia rachelae är en fjärilsart som beskrevs av George Duryea Hulst 1896. Lycia rachelae ingår i släktet Lycia och familjen mätare, Geometridae. Inga underarter finns listade i Catalogue of Life.